# Marc Gélinas
Pour les articles homonymes, voir Gélinas.
Marc Gélinas est un acteur, chanteur, scénariste et compositeur québécois né le 29 novembre 1937 et mort le 2 octobre 2001 à Sainte-Agathe (Canada) à l'âge de 63 ans.

## Biographie
D'abord acteur dans les années 50, puis chanteur à succès dans les années 60, Marc Gélinas devient disc-jockey dans les années 70. Il occupe ce poste pendant un certain temps à la station de radio CIEL-MF de Jean-Pierre Coallier, station située sur la Rive-Sud de Montréal, dans le Vieux-Longueuil.
En 1971, il compose Mommy, Daddy avec le parolier Gilles Richer.
Gélinas est mort le 2 octobre 2001 d'un cancer du foie.

## Discographie

### Albums
- 1957 : Marc Gélinas chante pour toi (RCA Victor, LCP-1015)
- 1962 : Aide-toi (RCA Victor Gala, CGP 114, compilation)
- 1965 : Ça c'est du Gélinas (Jupiter, JDY-7003)
- 1966 : Trois fois bravo (Jupiter, JDY-7006)
- 1968 : Lorsque le rideau tombe (Jupiter, JDY-7013)
- 1969 : J'ai du bon feu (Jupiter, JPL-11018)

### Compilations
- 1971 : Les grands succès de Marc Gélinas (Columbia, FS-90013, compilation)
- 1972 : La Ronde (Harmonie, HF-90140, compilation)
- 1993 : 25 chansons (Mérite, 22-1006, compilation)
- 1998 : Les grandes chansons volume 1 (Citation, C-3236, compilation)
- 2001 : Lorsque le rideau tombe (Mérite, 22-1153, compilation)

## Filmographie

### Comme acteur
- Cinéma :
- 1971 : Les Mâles : Le journaliste
- 1975 : Tout feu, tout femme : André
- 1980 : Suzanne : Greasy Spoon Owner
- 1981 : Les Plouffe : Jos Bonefon
- 1983 : Au clair de la lune : Quilleur
- 1983 : Lucien Brouillard
- 1984 : Sonatine
- 1990 : Une histoire inventée : Gros Pierre
- 1992 : Requiem pour un beau sans-cœur : Lastic Choquette
- 1994 : Mouvements du désir : Gros homme
- 1994 : Le Vent du Wyoming : Assourhampel
- 1996 : L'Homme perché : Agent Léo Petit
- 1998 : Le Cœur au poing
- 1999 : Histoires d'hiver
- 2000 : Maelström : Étranger dans le métro

- Télévision :
- 1955 - 1958 : Beau temps, mauvais temps (série télévisée) : Roger Pigeon
- 1989 : Lance et compte : Troisième saison (feuilleton TV) : Henri Gendron
- 1992 : Montréal ville ouverte (feuilleton TV) : Croupier
- 1994 : Jalna (feuilleton TV) : rôle inconnu
- 1994 : Les grands procès (TV) : Restaurateur
- 1995 : Le Billet de loterie (Une petite fille particulière) (TV) : Homme corpulent à la foire
- 2001 : Avoir su... (série télévisée) : M. Giguère

### Comme scénariste
- 1974 : The Rideau: Colonel By's Peaceable Waterway

### Comme compositeur
- 1971 : Tiens-toi bien après les oreilles à Papa